# Marinus Rasmussen
Marinus Jenstinus Rasmussen (21. april 1879 i Ribe – 27. marts 1965 i Give) var en dansk murer og autodidakt kunstmaler.

## Karriere
Rasmussen fik en uddannelse som murer, og knap var han færdig med læretiden, før han i foråret 1902 udvandrede til Amerika sammen med sin bror, Christen Karl Iver Rasmussen. De havde i første omgang St. Croix Falls i Wisconsin som mål. Brødrene arbejdede som skovhuggere omkring Saint Paul i Minnesota, men gik derefter ind i militæret.
Han gjorde tjeneste i to år fra sommeren 1917 til sommeren 1919, og deltog bl.a. i kampene i Frankrig under 1. verdenskrig. Efter krigen modtog blev Rasmussen tildelt World War I Victory Medal og World War I Victory Button Bronze. Han returnerede herefter til Danmark, og boede med sin mor i Lindeballe. Senere flyttede han til Gadbjerg som maler og eneboer i en grusgrav. Han byggede sig her en bopæl med små stenbesatte pavilloner. Bopælen, med værker på døre og vægge står fortsat i 2012.
I hver af pavillonerne ophængte han sine tre forskellige billedtyper: Motiver fra USA, fra Danmark, og fra det øvrige Europa. Han var typisk naivist, der hentede sine motiver i erindringerne fra et langt liv, eller fra fotos på postkort, samt i tidsskrifter og bøger. Han benyttede stærke, ublandede farver, men ikke interesseret i skyggevirkninger eller perspektiv. Blandt hans særtræk er, at han malede på rammerne.
Mest kendt er han nok for det farvestrålende landskab, han byggede op i sin bolig. Ved hjælp af store mængder cement og farvede sten, skabte han et landskab. I vinterhalvåret kan det stadig ses fra landevejen, og mange stopper op for at se nærmere på stedet.

## Familie
Faderen, Kristian Rasmussen, var mølleejer. Sammen med moderen Marie Kristensen boede familien i Andrup senere i Hvid Mølle i Lindeballe. Sammen fik de to sønner – Christen Karl Iver og Marinus Jenstinus.
Gennem to uger var han gift med Ane (efternavn kendes ikke), inden ægteskabet blev opløst. De fik ikke nogen børn.

## Udstillinger
Så længe, han var i live, ønskede Rasmussen hverken at udstille eller sælge sine malerier. Derfor måtte anerkendelse og udstilling således først ske efter hans død.
- Nordiske naivister, Nordjyllands Kunstmuseum (1974)
- Naive i Norden, Jönköpings Läns Museum (1976)
- Vejle Kunstnere gennem 25 år, Vejle Kunstmuseum (1977)
- Vejle malere fra fortid til nutid, Galleri Munch-Christensen, Vejle (1978)
- Danske Naivister, Billund Centret (1985).
- Separatudstillinger på Vejle Museum (1965) og Vejle Kunstmuseum (1976)